# Cienik kędzierzawy

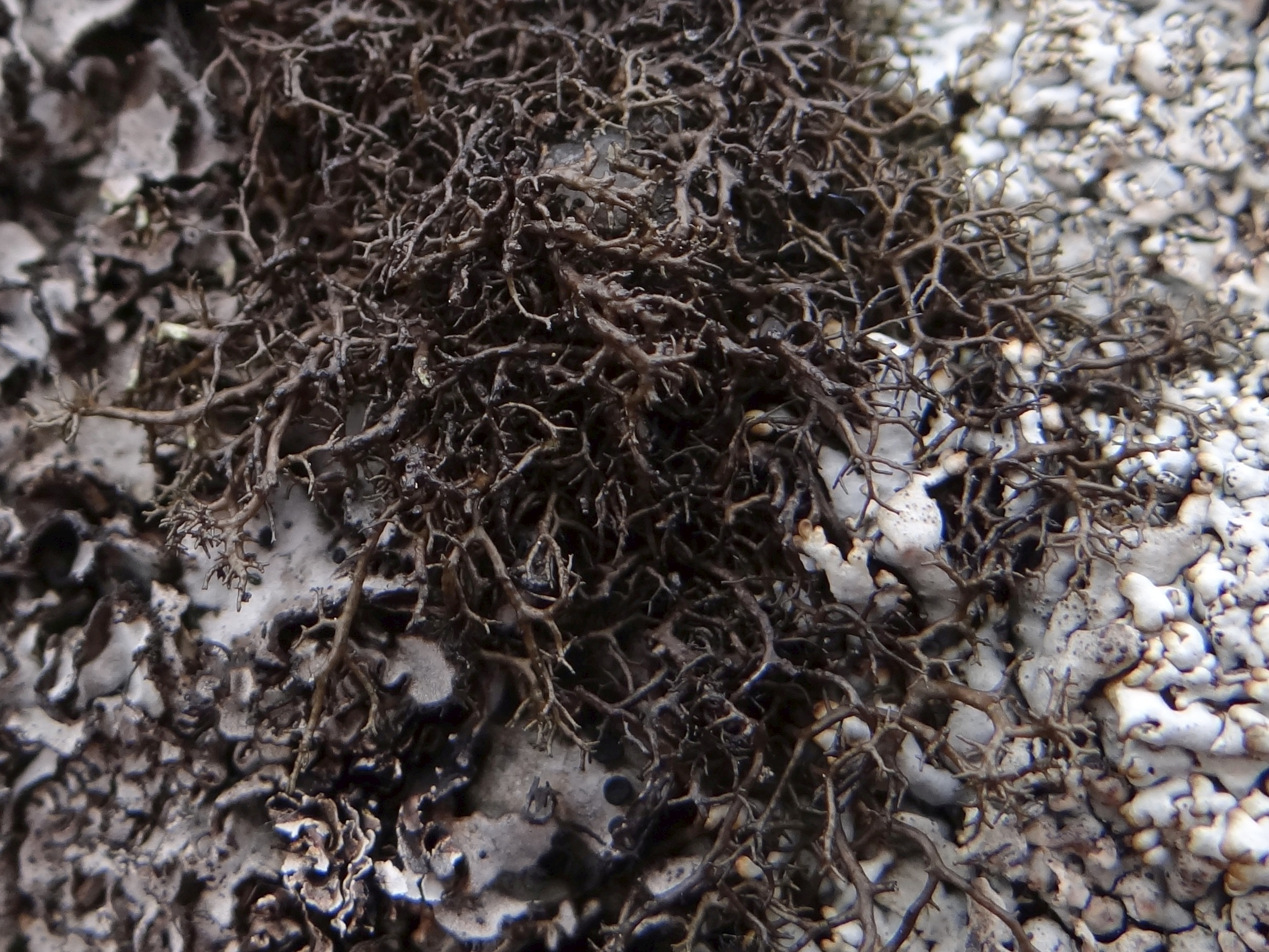

Cienik kędzierzawy, tarczownica kędzierzawa, nibygąszczyk kędzierzawy (Pseudephebe pubescens (L.) M. Choisy) – gatunek grzybów z rodziny tarczownicowatych (Parmeliaceae). Ze względu na symbiozę z glonami zaliczany jest do porostów.

## Systematyka i nazewnictwo
Pozycja w klasyfikacji według Index Fungorum:  Pseudephebe, Parmeliaceae, Lecanorales, Lecanoromycetidae, Lecanoromycetes, Pezizomycotina, Ascomycota, Fungi.
Po raz pierwszy takson ten opisał w 1753 r. K. Linneusz jako Lichen pubescens (w tłumaczeniu na jęz. polski: porost omszony). Później przez różnych uczonych zaliczany był do różnych rodzajów porostów w randze gatunku, odmiany lub formy. Obecną, uznaną przez Index Fungorum nazwę nadał mu w 1930 r. M. Choisy.
Niektóre synonimy nazwy naukowej:

- Alectoria intricans (Vain.) Motyka 1958
- Alectoria pubescens (L.) R. Howe 1912
- Bryopogon intricans (Vain.) Bystrek 1971
- Bryopogon lanatus var. reticulatus (Cromb.) M. Satô 1959
- Bryopogon pubescens (L.) M. Choisy 1952
- Bryoria intricans (Vain.) Brodo & D. Hawksw. 1977
- Cetraria pubescens (L.) F. Desp. 1838
- Collema pubescens (Ach.) Schaer. 1850
- Cornicularia pubescens Ach.1803
- Ephebe pubescens (Ach.) Fr. 1826
- Lichen pubescens L. 1753
- Lichen reticulatus Wulfen 1791
- Lichen scaber Huds. 1778
- Parmelia lanata var. parmelioides Cromb.
- Parmelia lanata var. reticulata Cromb. 1884
- Parmelia lanata var. subciliata Nyl. 1868
- Parmelia pubescens (L.) Vain.1888

Polskie nazwy (cienik kędzierzawy i tarczownica kędzierzawa) według W. Fałtynowicza, nazwę nibygąszczyk kędzierzawy podaje W. Wójciak.

## Charakterystyka
Plecha
Listkowata, dość luźno przyrośnięta do podłoża. Pojedyncza plecha osiąga średnicę do 3 cm. Składa się z nitkowatych, poplątanych odcinków o bardzo ciemnej barwie: czarnobrunatnej, oliwkowoszarej lub niemal czarnej. Powierzchnia matowa lub nieco błyszcząca, bez izydiów i soraliów. Poszczególne odcinki plechy mają średnicę 0,2–0,5 mm, na przekroju poprzecznym są obłe lub nieco spłaszczone. Są dość gęsto i nieregularnie rozgałęzione.
Owocniki występują bardzo rzadko. Są to lekanorowe apotecja o średnicy 2–5 mm i dość grubym, gładkim lub karbowanym i zanikającym brzeżku. Powstają w nich elipsoidalne, bezbarwne, jednokomórkowe zarodniki (askospory) o rozmiarach 9–12 × 5–8 μm.
Reakcje barwne porostów: wszystkie negatywne. Metodami chromatografii cienkowarstwowej nie wykryto żadnych kwasów porostowych.

## Występowanie i siedlisko
Jest szeroko rozprzestrzeniony na kuli ziemskiej. Z wyjątkiem Afryki występuje na wszystkich kontynentach i na wielu wyspach, również w Antarktyce. W Europie jego północna granica zasięgu biegnie przez północne wybrzeża Grenlandii i archipelag Svalbard. W Polsce jest gatunkiem rzadkim, w opracowaniach naukowych podane są jego stanowiska tylko w Tatrach, Sudetach i Beskidach. Znajduje się na Czerwonej liście roślin i grzybów Polski. Ma status EN – gatunek wymierający. W Polsce w latach 2004–2014 podlegał ścisłej ochronie gatunkowej, od października 2014 r. został wykreślony z listy gatunków chronionych (występuje bowiem tylko na podlegających ochronie obszarach parków narodowych).
Gatunek arktyczno-alpejski. Występuje tylko na skałach w wysokich górach, lub na terenach wokółbiegunowych. W Polsce rośnie tylko na skałach krzemianowych w wyższych partiach gór.